# Міністр захисту громадян (Греція)
Міністр захисту громадян (грец. Υπουργός Προστασίας του Πολίτη) — очільник Міністерства захисту громадян в Греції, створеного 2009 року після перемоги партії ПАСОК на парламентських виборах. Чинний міністр — Міхаліс Хрисохоїдіс.
2007 року його попередник Міністерство громадського порядку Греції (грец. Υπουργός Δημόσιας Τάξης), яке діяло з 1974 року, увійшло до складу Міністерства внутрішніх справ і громадського порядку Греції.

## Список міністрів громадського порядку
| Ім'я                    | Початок повноважень | Кінець повноважень | Партія          |
| ----------------------- | ------------------- | ------------------ | --------------- |
| Солон Ґікас             | 24 липня 1974       | 5 січня 1976       | Нова Демократія |
| Георгіос Стаматіс       | 5 січня 1976        | 28 листопада 1977  | Нова Демократія |
| Анастасіос Балкос       | 28 листопада 1977   | 10 травня 1980     | Нова Демократія |
| Дімітріос Давакіс       | 10 травня 1980      | 17 вересня 1981    | Нова Демократія |
| Іоанніс Кацадімас       | 17 вересня 1981     | 21 жовтня 1981     | Нова Демократія |
| Янніс Скуларікіс        | 21 жовтня 1981      | 9 травня 1985      | ПАСОК           |
| Александрос Флорос      | 9 травня 1985       | 5 червня 1985      | ПАСОК           |
| Атанасіос Цурас         | 5 червня 1985       | 26 липня 1985      | ПАСОК           |
| Агамемнон Куцуйоргас    | 26 липня 1985       | 25 квітня 1986     | ПАСОК           |
| Антоніс Дросоянніс      | 25 квітня 1986      | 22 червня 1988     | ПАСОК           |
| Анастасіос Сехіотіс     | 22 червня 1988      | 11 листопада 1988  | ПАСОК           |
| Георгіос Пецос          | 11 листопада 1988   | 17 березня 1989    | ПАСОК           |
| Акіс Цозатхопулос       | 17 березня 1989     | 2 червня 1989      | ПАСОК           |
| Панайотіс Маркопулос    | 2 червня 1989       | 2 липня 1989       | ПАСОК           |
| Янніс Кефалоянніс       | 2 липня 1989        | 12 жовтня 1990     | Нова Демократія |
| Дімітріос Манікас       | 12 жовтня 1989      | 11 квітня 1990     | Нова Демократія |
| Іоанніс Васіліадіс      | 11 квітня 1990      | 8 серпня 1991      | Нова Демократія |
| Теодорос Анагностопулос | 8 серпня 1991       | 3 грудня 1992      | Нова Демократія |
| Ніколаос Ґелестатіс     | 3 грудня 1992       | 14 вересня 1993    | Нова Демократія |
| Дімітріос Манікас       | 14 вересня 1993     | 13 жовтня 1993     | Нова Демократія |
| Стеліос Папатемеліс     | 13 жовтня 1993      | 4 квітня 1995      | ПАСОК           |
| Сіфіс Валіракіс         | 4 квітня 1995       | 22 січня 1996      | ПАСОК           |
| Костас Гітонас          | 22 січня 1996       | 30 серпня 1996     | ПАСОК           |
| Константінос Біс        | 30 серпня 1996      | 25 вересня 1996    | ПАСОК           |
| Георгіос Ромеос         | 25 вересня 1996     | 30 жовтня 1998     | ПАСОК           |
| Філіппос Пецальнікос    | 30 жовтня 1998      | 19 лютого 1999     | ПАСОК           |
| Міхаліс Хрисохоїдіс     | 19 лютого 1999      | 7 липня 2003       | ПАСОК           |
| Георгіос Флорідіс       | 7 липня 2003        | 10 березня 2004    | ПАСОК           |
| Йоргос Вулгаракіс       | 10 березня 2004     | 15 лютого 2006     | Нова Демократія |
| Вірон Полідорас         | 15 лютого 2006      | 19 вересня 2007    | Нова Демократія |
| Прокопіс Пулопулос      | 19 вересня 2007     | 11 вересня 2009    | Нова Демократія |
| Спірідон Флогаїтіс      | 11 вересня 2009     | 7 жовтня 2009      | Нова Демократія |

## Список міністрів захисту громадян
| Ім'я                | Початок повноважень | Кінець повноважень | Партія          |
| ------------------- | ------------------- | ------------------ | --------------- |
| Міхаліс Хрисохоїдіс | 7 жовтня 2009       | 7 вересня 2010     | ПАСОК           |
| Христос Папуціс     | 7 вересня 2010      | 7 березня 2012     | ПАСОК           |
| Міхаліс Хрисохоїдіс | 7 березня 2012      | 17 травня 2012     | ПАСОК           |
| Елефтеріос Іконому  | 17 травня 2012      | 21 червня 2012     | безпартійний    |
| Нікос Дендіас       | 21 червня 2012      | чинний             | Нова Демократія |